# Ormersviller
Ormersviller település Franciaországban, Moselle megyében. Lakosainak száma 383 fő (2022. január 1.). Ormersviller Epping, Loutzviller és Volmunster községekkel határos.

## Népesség
A település népességének változása:
| Lakosok száma | 285  | 266  | 307  | 327  | 392  | 401  | 390  | 383  | 378  | 383  |
|               | 1968 | 1982 | 1990 | 2006 | 2013 | 2015 | 2017 | 2019 | 2020 | 2022 |